# Bridgeman-methode

Processchema

De Bridgman-methode is een techniek om grote monokristallen te maken. In de halfgeleiderindustrie worden deze monokristallen 'ingots' of 'boules' genoemd.
Tijdens het Bridgeman-proces wordt een hoeveelheid polykristallijn materiaal verwarmd tot net boven zijn smeltpunt. Meestal wordt niet de hele hoeveelheid in een keer gesmolten. Vervolgens wordt langzaam afgekoeld vanaf het uiteinde van de houder. Aan deze kant wordt een klein entkristal geplaatst. Tijdens het afkoelen zal een monokristal gevormd worden met het entkristal als uitgangspunt. Er zijn zowel horizontale als verticale opstellingen voor deze techniek beschreven.
Met behulp van deze techniek worden bepaalde halfgeleiderkristallen gevormd. Een belangrijk voorbeeld met betrekking tot deze techniek is galliumarsenide waarvoor de Czochralski-methode lastiger uit te voeren is.